# Красная книга Калужской области
Красная книга Калужской области — официальный документ, содержащий аннотированный список редких и находящихся под угрозой исчезновения животных, растений и грибов Калужской области, сведения о их состоянии и распространении, а также необходимых мерах охраны. Учреждена в 1998 году Постановлениями Правительства (от 29 октября 1998 г. № 115) и Законодательного Собрания Калужской области (3 декабря 1998 г. № 542) «О Красной книге Калужской области».

## Издание
В издание Красной книги Калужской области, вышедшее в 2006 году, включены 15 видов грибов, 205 — сосудистых растений, 180 видов беспозвоночных, в том числе 2 вида ракообразных (щитень весенний, щитень летний), 2 вида паукообразных (паук агриопа, тарантул южнорусский) и 176 видов насекомых (жесткокрылые — 32 вида, чешуекрылые — 121 вид, перепончатокрылые — 23 вида, стрекозы — 1 вид), 18 видов млекопитающих (зубр, рысь и другие), 73 вида птиц, 1 пресмыкающееся (обыкновенная медянка) и 8 видов костных рыб.
Все присутствующие в книге виды разделены на пять категорий, в зависимости от уровня угрозы их возможного исчезновения:
- 0 — вероятно, исчезнувший вид
- 1 — вид, находящийся под угрозой исчезновения
- 2 — очень редкий сокращающийся в численности вид
- 3 — редкий вид
- 4 — вид неопределённого статуса, требующий дополнительного исследования

## Списки видов

### Растения и грибы
На 2017 год в Красную книгу внесены 306 видов растений и грибов (в скобках указана категория редкости).
- Otidea leporina — Отидея заячья, или Заячьи уши (3)
- Otidea onotica — Отидея ослиная, или Ослиные уши (3)
- Sarcosoma globosum — Саркосома шаровидная (2)
- Sarcodon imbricatus — Ежовик пестрый, или Саркодон черепитчатый (4)
- Ganoderma lucidum — Трутовик лакированный (3)
- Geastrum fornicatum — Звездовик сводчатый (3)
- Hericium coralloides — Ежовик коралловидный, или Гериций коралловидный (3)
- Hygrocybe turunda — Гигроцибе корпиевая, или Псевдогигроцибе корпиевая (4)
- Gyroporus castaneus — Гиропор каштановый, или Каштановый гриб (3)
- Gyroporus cyanescens — Гиропор синеющий (3)
- Ramariopsis pulchella — Рамариопсис красивый (2)
- Clavariadelphus pistillaris — Рогатик пестиковый (3)
- Clavulina amethystina — Рогатик аметистовый (3)
- Grifola frondosa — Грифола курчавая, или Гриб-баран (3)
- Limacella glioderma — Лимацелла клейкая (3)
- Amanita eliae — Мухомор Элиаса (3)
- Mycena Adonis — Мицена Адонис (4)
- Cortinarius violaceus — Паутинник фиолетовый (3)
- Volvariella bombycina — Вольвариелла шелковистая (3)
- Polyporus umbellatus — Трутовик разветвлённый, или Грифола зонтичная (3)
- Tricholoma virgatum — Рядовка заострённая (3)
- Phyllotopsis nidulans — Филлотопсис гнездовой, или Вешенка оранжевая (4)
- Sparassis crispa — Спарассис курчавый, или Грибная капуста (3)
- Russula aurea — Сыроежка золотистая (3)
- Mutinus caninus — Мутинус собачий (4)
- Rhodotus palmatus — Родотус дланевидный (3)
- Fistulina hepatica — Печеночница обыкновенная (3)
- Entoloma nitidum — Энтолома блестящая, или Энтолома красивая, или Розовопластинник синий (3)
- Pseudohydnum gelatinosum — Тремеладон студенистый, или Псевдохиднум желатиновый (4)

- Batrachospermum gelatinosum — Батрахоспермум слизистый, или Батрахоспермум четковидный (4)
- Batrachospermum turfosum — Батрахоспермум торфяной, или Батрахоспермум неправильный (4)

- Arthonia byssacea — Артония ватообразная (2)
- Arthonia helvola — Артония палевая (2)
- Candelaria concolor — Канделярия одноцветная (2)
- Cladonia turgida — Кладония вздутая (2)
- Cladonia norvegica — Кладония норвежская (1)
- Cladonia borealis — Кладония северная (2)
- Cladonia amaurocraea — Кладония стройная (2)
- Sclerophora pallida — Склерофора бледная (1)
- Chaenotheca hispidula — Хенотека мохнатенькая (1)
- Chaenotheca stemonea — Хенотека порошистая (2)
- Chaenothecopsis mediarossica — Хенотекопсис среднерусский (1)
- Acrocordia gemmata — Акрокордия почечная (1)
- Imshaugia aleurites — Имшаугия мучнистая (3)
- Melanelixia subargentifera — Меланеликсия почти серебристоносная (2)
- Pseudevernia furfuracea — Псевдеверния зернистая (3)
- Flavoparmelia caperata — Флавопармелия козлиная (2)
- Peltigera malacea — Пельтигера мягкая (3)
- Stereocaulon tomentosum — Стереокаулон войлочный (1)
- Biatoridium monasteriense — Биаторидиум монастырский (2)

- Metzgeria furcata — Мецгерия вильчатая (2)
- Campylium stellatum — Кампилиум звездчатый (1)
- Myrinia pulvinata — Мюриния подушковидная (3)
- Tomentypnum nitens — Томентипнум нитевидный (1)
- Philonotis marchica — Филонотис брандербургский (3)
- Philonotis caespitosa — Филонотис дернистый (4)
- Rhynchostegium riparioides — Ринхостегиум речной, или Ринхостегиум береговой, или Платигипнидиум береговой (3)
- Rhodobryum ontariense — Родобриум онтарийский (3)
- Hedwigia ciliata — Гедвигия реснитчатая (3)
- Schistidium crassipilum — Схистидиум толстоволосковый (3)
- Dicranum majus — Дикранум большой (3)
- Dicranum bonjeanii — Дикранум Бонжана (1)
- Dicranum fulvum — Дикранум жёлтый (3)
- Dicranum viride — Дикранум зелёный (2)
- Paraleucobryum longifolium — Паралевкобриум длиннолистный (3)
- Seligeria calcarea — Зелигерия известняковая (3)
- Calliergon giganteum — Каллиергон гигантский (1)
- Dicranodontium denudatum — Дикранодонциум обнажённый (3)
- Leucobryum glaucum — Левкобриум сизый (3)
- Isothecium alopecuroides — Изотециум лисохвостоподобный (3)
- Pohlia elongata — Полия удлинённая (3)
- Pseudobryum cinclidioides — Псевдобриум цинклидиевидный (3)
- Orthotrichum anomalum — Ортотрихум необыкновенный (3)
- Plagiothecium latebricola — Плагиотециум скрытный (3)
- Hymenostylium recurvirostre — Гименостилиум косоклювый (3)
- Gymnostomum calcareum — Гимностомум известняковый (3)
- Gyroweissia tenuis — Гировейсия тонкая (3)
- Pterigynandrum filiforme — Птеригинандрум нитевидный (3)
- Hamatocaulis vernicosus — Гаматокаулис глянцевитый (2)
- Sphagnum tenellum — Сфагнум нежный (3)
- Sphagnum papillosum — Сфагнум папиллозный (3)
- Haplocladium microphyllum — Гаплокладиум мелколистный (1)
- Helodium blandowii — Гелодиум Бландова (2)
- Fissidens adiantoides — Фиссиденс адиантовидный (4)
- Encalypta vulgaris — Энкалипта обыкновенная (3)

- Gymnocarpium robertianum — Голокучник Роберта (1)
- Diplazium sibiricum — Диплазиум сибирский (1)
- Polystichum braunii — Многорядник Брауна (3)
- Polypodium vulgare — Многоножка обыкновенная (1)
- Salvinia natans — Сальвиния плавающая (3)
- Botrychium virginianum — Гроздовник виргинский (1)
- Botrychium multifidum — Гроздовник многораздельный (3)
- Botrychium lunaria — Гроздовник полулунный (3)
- Botrychium matricariifolium — Гроздовник ромашколистный (1)
- Ophioglossum vulgatum — Ужовник обыкновенный (3)
- Equisetum variegatum — Хвощ пестрый (4)
- Huperzia selago — Баранец обыкновенный, или Плаун-баранец (3)
- Lycopodium complanatum — Плаун сплюснутый (2)
- Lycopodiella inundata — Плаунок топяной, или Ликоподиела заливаемая (4)

- Sparganium gramineum — Ежеголовник злаковый, или Ежеголовник Фриса (1)
- Sparganium glomeratum — Ежеголовник скученный (1)
- Potamogeton praelongus — Рдест длиннейший (3)
- Potamogeton gramineus — Рдест злаковый (3)
- Potamogeton acutifolius — Рдест остролистный (3)
- Scheuchzeria palustris — Шейхцерия болотная (3)
- Calamagrostis neglecta — Вейник незамеченный (3)
- Calamagrostis purpurea — Вейник пурпурный, или Вейник Лангсдорфа (3)
- Koeleria grandis — Келерия большая (3)
- Koeleria cristata — Келерия гребенчатая (4)
- Koeleria delavignei — Келерия Делявиня (3)
- Stipa pennata — Ковыль перистый (1)
- Glyceria nemoralis — Манник дубравный (3)
- Glyceria lithuanica — Манник литовский (2)
- Festuca beckeri — Овсяница Беккера, или Овсяница полесская (3)
- Festuca valesiaca — Овсяница валисская, или типчак (3)
- Festuca altissima — Овсяница высокая (3)
- Melica altissima — Перловник высочайший (1)
- Elytrigia intermedia — Пырей промежуточный (3)
- Trisetum sibiricum — Трищетинник сибирский (1)
- Scolochloa festucacea — Тростянка овсяницевидная (1)
- Cinna latifolia — Цинна широколистная (1)
- Carex rhynchophysa — Осока вздутоносая (1)
- Carex aquatilis — Осока водная (3)
- Carex hartmanii — Осока Гартмана (1)
- Carex dioica — Осока двудомная (1)
- Carex disticha — Осока двурядная (4)
- Carex disperma — Осока двусемянная (2)
- Carex muricata — Осока колючковатая (5)
- Carex pauciflora — Осока малоцветковая (3)
- Carex paniculata — Осока метельчатая (3)
- Carex omskiana — Осока омская (3)
- Carex loliacea — Осока плевельная (2)
- Carex serotina — Осока поздняя (1)
- Carex remota — Осока раздвинутая, или Осока редкоцветная (3)
- Carex pediformis — Осока стоповидная (4)
- Carex chordorrhiza — Осока струнокоренная (1)
- Carex umbrosa — Осока теневая (4)
- Carex limosa — Осока топяная (3)
- Rhynchospora alba — Очеретник белый (3)
- Trichophorum alpinum — Пухонос альпийский (1)
- Eriophorum gracile — Пушица изящная (3)
- Eriophorum latifolium — Пушица широколистная (2)
- Eleocharis uniglumis — Ситняг одночешуйный, или Болотница одночешуйная (4)
- Anthericum ramosum — Венечник ветвистый (1)
- Lilium martagon — Лилия кудреватая, или Саранка (4)
- Allium angulosum — Лук угловатый, или ребристый (0)
- Fritillaria meleagris — Рябчик шахматный (1)
- Veratrum nigrum — Чемерица чёрная (1)
- Iris aphylla — Касатик безлистный, или Ирис безлистный (4)
- Iris sibirica — Касатик сибирский, или Ирис сибирский (3)
- Gladiolus imbricatus — Шпажник черепитчатый (1)
- Herminium monorchis — Бровник одноклубневый (1)
- Cypripedium guttatum — Венерин башмачок крапчатый (1)
- Cypripedium calceolus — Венерин башмачок настоящий, или Венерин башмачок обыкновенный (1)
- Hammarbya paludosa — Гаммарбия болотная (1)
- Goodyera repens — Гудайера ползучая (3)
- Epipactis palustris — Дремлик болотный (3)
- Epipactis atrorubens — Дремлик тёмно-красный (1)
- Gymnadenia conopsea — Кокушник длиннорогий (1)
- Corallorhiza trifida — Ладьян трёхнадрезанный (3)
- Liparis loeselii — Липарис Лезеля (1)
- Platanthera chlorantha — Любка зеленоцветная (3)
- Malaxis monophyllos — Мякотница однолистная (3)
- Neottianthe cucullata — Неоттианта клобучковая (2)
- Dactylorhiza baltica — Пальчатокоренник балтийский (3)
- Dactylorhiza cruenta — Пальчатокоренник кровавый (4)
- Dactylorhiza russowii — Пальчатокоренник Руссова (4)
- Coeloglossum viride — Пололепестник зелёный (1)
- Cephalanthera longifolia — Пыльцеголовник длиннолистный (1)
- Orchis militaris — Ятрышник шлемоносный (1)
- Salix lapponum — Ива лопарская (1)
- Salix myrtilloides — Ива черничная (1)
- Populus nigra — Тополь чёрный (2)
- Betula humilis — Берёза приземистая (1)
- Thesium arvense — Ленец полевой (4)
- Aristolochia clematitis — Кирказон обыкновенный (3)
- Dianthus armeria — Гвоздика армериевидная (4)
- Dianthus arenarius — Гвоздика песчаная (2)
- Dianthus superbus — Гвоздика пышная (1)
- Stellaria crassifolia — Звездчатка толстолистная (2)
- Moehringia lateriflora — Мерингия бокоцветковая (3)
- Arenaria saxatilis — Песчанка скальная (2)
- Silene borysthenica — Смолёвка днепровская (2)
- Aconitum nemorosum — Борец дубравный, или Аконит дубравный (1)
- Aconitum septentrionale — Борец северный, или Аконит северный (3)
- Anemone sylvestris — Ветреница лесная (5)
- Delphinium elatum — Живокость высокая (3)
- Delphinium cuneatum — Живокость клиновидная (1)
- Clematis recta — Ломонос прямой (3)
- Ranunculus lingua — Лютик длиннолистный (3)
- Ranunculus pseudofluitans — Лютик ложноречной (1)
- Hepatica nobilis — Печеночница благородная (3)
- Pulsatilla patens — Прострел раскрытый, или Сон-трава (3)
- Corydalis marschalliana — Хохлатка Маршалла (3)
- Corydalis cava — Хохлатка полая (3)
- Corydalis intermedia — Хохлатка промежуточная (3)
- Sisymbrium strictissimum — Гулявник прямой (5)
- Dentaria bulbifera — Зубянка луковичная (3)
- Dentaria quinquefolia — Зубянка пятилисточковая (1)
- Lunaria rediviva — Лунник оживающий (5)
- Arabis gerardii — Резуха Жерара (3)
- Arabis sagittata — Резуха стреловидная (3)
- Cardamine trifida — Сердечник трёхнадрезанный, или Зубяночка трёхраздельная (1)
- Drosera anglica — Росянка английская (2)
- Drosera rotundifolia — Росянка круглолистная (5)
- Drosera ×obovata — Росянка обратнояйцевидная (2)
- Jovibarba sobolifera — Молодило побегоносное, или Бородник шароносный (3)
- Sempervivum ruthenicum — Молодило русское, или Семпервивум русский (1)
- Parnassia palustris — Белозор болотный (2)
- Potentilla alba — Лапчатка белая (5)
- Potentilla arenaria — Лапчатка песчаная (1)
- Potentilla heptaphylla — Лапчатка семилисточковая (1)
- Potentilla collina — Лапчатка холмовая (1)
- Rubus chamaemorus — Морошка (1)
- Prunus spinosa — Слива колючая, или Терн (3)
- Astragalus danicus — Астрагал датский (3)
- Astragalus arenarius — Астрагал песчаный (3)
- Vicia pisiformis — Горошек гороховидный (1)
- Vicia dumetorum — Горошек зарослевый (1)
- Vicia cassubica — Горошек кашубский (3)
- Vicia tenuifolia — Горошек тонколистный (1)
- Lathyrus palustris — Чина болотная (2)
- Lathyrus pisiformis — Чина гороховидная (1)
- Linum flavum — Лен жёлтый (1)
- Polygala amarella — Истод горьковатый (2)
- Euphorbia semivillosa — Молочай полумохнатый (3)
- Callitriche hermaphroditica — Болотник обоеполый (4)
- Empetrum nigrum — Водяника чёрная, или Вороника чёрная, или Шикша чёрная (1)
- Euonymus europaea — Бересклет европейский (5)
- Acer campestre — Клен полевой (3)
- Rhamnus cathartica — Жестер слабительный, или Крушина слабительная (5)
- Hypericum hirsutum — Зверобой волосистый (3)
- Elatine hydropiper — Повойничек перечный (2)
- Elatine triandra — Повойничек трёхтычинковый (1)
- Viola montana — Фиалка горная (3)
- Viola odorata — Фиалка душистая (4)
- Viola persicifolia — Фиалка персиколистная (2)
- Viola selkirkii — Фиалка Селькирка (3)
- Viola uliginosa — Фиалка топяная (3)
- Trapa natans — Рогульник плавающий, или Водяной орех плавающий, или Чилим (1)
- Laserpitium latifolium — Гладыш широколистный (3)
- Peucedanum oreoselinum — Горичник горный (3)
- Seseli annuum — Жабрица однолетняя (5)
- Kadenia dubia — Кадения сомнительная (1)
- Falcaria vulgaris — Резак обыкновенный (4)
- Pyrola chlorantha — Грушанка зеленоцветковая (2)
- Chimaphila umbellata — Зимолюбка зонтичная (5)
- Moneses uniflora — Одноцветка одноцветковая (3)
- Oxycoccus microcarpus — Клюква мелкоплодная (2)
- Andromeda polifolia — Подбел обыкновенный (5)
- Arctostaphylos uva-ursi — Толокнянка обыкновенная (1)
- Chamaedaphne calyculata — Хамедафна обыкновенная, или Болотный мирт (3)
- Cortusa matthioli — Кортуза Маттиоли (1)
- Hottonia palustris — Турча болотная (5)
- Armeria vulgaris — Армерия обыкновенная (1)
- Gentiana amarella — Горечавка горьковатая (1)
- Gentiana cruciata — Горечавка крестовидная (5)
- Gentiana pneumonanthe — Горечавка легочная (2)
- Centaurium pulchellum — Золототысячник красивый (4)
- Vincetoxicum hirundinaria — Ластовень ласточкин (5)
- Lithospermum officinale — Воробейник лекарственный (3)
- Pulmonaria angustifolia — Медуница узколистная (3)
- Myosotis suaveolens — Незабудка душистая (3)
- Symphytum officinale — Окопник лекарственный (4)
- Omphalodes scorpioides — Пупочник завитой, или Пупочник ползучий (3)
- Dracocephalum ruyschiana — Змееголовник Рюйша (1)
- Phlomis tuberosa — Зопник клубненосный (5)
- Nepeta pannonica — Котовник венгерский, или Котовник голый (5)
- Thymus marschallianus — Тимьян Маршалла, или Чабрец Маршалла (4)
- Thymus serpyllum — Тимьян обыкновенный, или Чабрец обыкновенный (3)
- Prunella grandiflora — Черноголовка крупноцветковая (3)
- Stachys recta — Чистец прямой (1)
- Salvia glutinosa — Шалфей клейкий (1)
- Salvia verticillata — Шалфей мутовчатый (3)
- Scutellaria altissima — Шлемник высокий (3)
- Veronica prostrata — Вероника простёртая (3)
- Veronica incana — Вероника седая (2)
- Veronica spuria — Вероника сомнительная (2)
- Verbascum densiflorum — Коровяк густоцветковый, или Коровяк царский скипетр (4)
- Pedicularis palustris — Мытник болотный (2)
- Pedicularis sceptrum-carolinum — Мытник скипетровидный (1)
- Scrophularia umbrosa — Норичник теневой, или Норичник крылатый (5)
- Utricularia minor — Пузырчатка малая (3)
- Utricularia intermedia — Пузырчатка средняя, или Пузырчатка промежуточная (1)
- Galium triandrum — Подмаренник трёхтычинковый, или Ясменник красильный (1)
- Galium triflorum — Подмаренник трёхцветковый (3)
- Linnaea borealis — Линнея северная (3)
- Valeriana dubia — Валериана сомнительная (3)
- Scabiosa ochroleuca — Скабиоза жёлтая (5)
- Adenophora lilifolia — Бубенчик лилиелистный (1)
- Campanula sibirica — Колокольчик сибирский (2)
- Aster amellus — Астра ромашковая (1)
- Cirsium rivulare — Бодяк речной, или Бодяк ручейный (4)
- Inula hirta — Девясил шершавый (3)
- Scorzonera humilis — Козелец низкий (5)
- Scorzonera purpurea — Козелец пурпуровый (1)
- Senecio erucifolius — Крестовник эруколистный (0)
- Arctium nemorosum — Лопух лесной (1)
- Jurinea cyanoides — Наголоватка васильковая (2)
- Pyrethrum corymbosum — Пиретрум щитковый (1)
- Eupatorium cannabinum — Посконник коноплевый (3)
- Serratula coronata — Серпуха венценосная (1)
- Serratula tinctoria — Серпуха красильная (5)
- Crepis sibirica — Скерда сибирская (3)
- Crepis praemorsa — Скерда тупоконечная (3)
- Achillea nobilis — Тысячелистник благородный (2)

### Животные
- Eisenia nordenskioldi — Червь Норденшельдов, или Эйзения Норденшельда (3)
- Hirudo medicinalis — Медицинская пиявка (4)

- Cochlodina orthostoma — Веретеновидка пряморотая (3)
- Ruthenica filograna — Рутеника зернистая (4)
- Limax cinereoniger  — Слизень чёрно-синий (3)
- Merdigera obscura — Мердигера тёмная, или Улитка башневидная малая (4)

- Lepidurus apus — Щитень весенний (2)
- Triops cancriformis — Щитень летний (3)
- Lycosa singoriensis — Тарантул южнорусский (0)
- Argiope bruennichi — Аргиопа Брюнниха (5)
- Anax imperator — Дозорщик-император (5)
- Aeshna juncea — Коромысло камышовое (3)
- Somatochlora arctica — Бабка арктическая (1)
- Lestes barbarus — Лютка дикая (2)
- Coenagrion johanssoni — Стрелка Йохансона (1)
- Nehalennia speciosa — Стрелка красивая (1)
- Conocephalus dorsalis — Мечник короткокрылый, или Мечник луговой (3)
- Poecilimon intermedius — Пилохвост восточный (3)
- Barbitistes constrictus — Пилохвост сосновый (4)
- Gryllus campestris — Сверчок полевой (4)
- Oedipoda coerulescens — Кобылка голубокрылая (3)
- Myrmeleotettix maculatus — Копьеуска пятнистая (3)
- Podisma pedestris — Кобылка бескрылая (4)
- Psophus stridulus — Огнёвка трескучая (2)
- Cicadetta montana — Цикада горная (3)
- Ranatra linearis — Ранатра палочковидная, или Водяной палочник (4)
- Cicindela maritima — Скакун береговой, или Скакун побережный, или Скакун приморский (0)
- Cicindela silvatica — Скакун лесной (3)
- Cylindera arenaria viennensis — Скакун песчаный (0)
- Nebria livida — Небрия жёлтая (3)
- Calosoma inquisitor — Красотел малый, или Красотел бронзовый (3)
- Carabus menetriesi — Жужелица Менетрие (1)
- Carabus nitens — Жужелица блестящая (1)
- Carabus clathratus — Жужелица золотоямчатая (1)
- Carabus violaceus — Жужелица фиолетовая (1)
- Carabus estreicheri — Жужелица Эстрайхера (0)
- Blethisa multipunctata — Тинник многоямчатый, или Тинник многоточечный (4)
- Miscodera arctica — Мискодера северная (1)
- Sphodrus leucophthalmus — Сфодрус норный (0)
- Agonum ericeti — Быстряк сфагновый (4)
- Platynus livens — Платинус ливенс, или Платинус свинцовый (4)
- Diachromus germanus — Диахромус германский (1)
- Chlaenius costulatus — Хлениус ребристый, или Слизнеед ребристый (2)
- Chlaenius spoliatus — Хлениус сполиатус, или Слизнеед окаймлённый (4)
- Masoreus wetterhali — Мазореус Веттерхаля (2)
- Odacantha melanura — Одаканта чернохвостая (3)
- Cymindis vaporariorum — Циминдис боровой (4)
- Cymindis angularis — Циминдис угловатый (4)
- Pteroloma forsstromii — Птеролома Форсстрема (1)
- Nicrophorus germanicus — Могильщик германский (4)
- Emus hirtus — Стафилин мохнатый, или Хищник волосатый (4)
- Lucanus cervus — Жук-олень (0)
- Ceruchus chrysomelinus — Рогачик золотистый (3)
- Trypocopris vernalis — Навозник весенний (1)
- Odonteus armiger — Шипорог вооружённый, или Навозник подвижнорогий (3)
- Aphodius — Афодий двупятнистый (0)
- Osmoderma barnabita — Восковик пахучий, или Восковик-отшельник (1)
- Gnorimus variabilis — Пестряк изменчивый, или Пестряк чёрный, или Пестряк восьмиточечный (1)
- Oryctes nasicornis — Жук-носорог обыкновенный (4)
- Protaetia speciosissimus — Бронзовка гладкая, или Бронзовка большая зелёная (1)
- Protaetia fieberi — Бронзовка Фибера, или Бронзовка блестящая (1)
- Lamprodila rutilans — Златка липовая (3)
- Calitys scabra — Калитис шероховатый (4)
- Colydium filiforme — Узкотелка нитевидная (4)
- Meloe variegates — Майка разноцветная (пёстрая, красивая, изменчивая) (4)
- Lytta vesicatoria — Мушка шпанская (Шпанка ясеневая, или Испанская муха) (4)
- Upis ceramboides — Чернотелка лесная, или Чернотелка берёзовая (4)
- Tragosoma depsarium — Усач косматогрудый (0)
- Rhamnusium bicolor — Рамнузиум двухцветный (4)
- Pachytodes cerambyciformis — Пахитодес шеститочечный (4)
- Purpuricenus kaehleri — Усач-краснокрыл Келера (1)
- Anaesthetis testacea — Усач земляной (3)
- Dorcadion holosericeum — Доркадион шелковистый, или Корнегрыз шелковистый (0)
- Myrmeleon formicarius — Муравьиный лев обыкновенный (3)
- Myrmeleon bore — Муравьиный лев северный (3)
- Euroleon nostras (3)
- Pharmacis fusconebulosus — Тонкопряд тусклый, или Тонкопряд орляковый (1)
- Heterogenea asella — Бабочка-ослик (1)
- Rhagades pruni — Блестянка сливовая (1)
- Jordanita globulariae — Блестянка васильковая (1)
- Jordanita chloros — Блестянка жёлто-зелёная (1)
- Zygaena centaureae  — Пестрянка васильковая (2)
- Zygaena loti — Пестрянка лядвенцевая (2)
- Zygaena ephialtes — Пестрянка эфиальт, или Пестрянка изменчивая (1)
- Polyploca ridens — Пухоножка тёмная (1)
- Watsonalla binaria — Серпокрылка двуточечная (1)
- Eversmannia exornata — Эверсманния украшенная (1)
- Ennomos fuscantaria — Пяденица угловатая ясеневая (2)
- Perconia strigillaria — Перкония серая (1)
- Arichanna melanaria — Пяденица голубичная (3)
- Ascotis selenaria — Пяденица дымчатая полынная (1)
- Pseudoterpna pruinata — Пяденица ракитниковая (2)
- Rhodostrophia vibicaria — Пяденица краснополосая (3)
- Gagitodes sagittata — Пяденица стрельчатая (1)
- Trichiura crataegi — Коконопряд боярышниковый (3)
- Eriogaster lanestris — Коконопряд пушистый (3)
- Lasiocampa quercus — Коконопряд дубовый (2)
- Lasiocampa trifolii — Коконопряд клеверный (3)
- Cosmotriche lobulina — Коконопряд лунчатый (3)
- Phyllodesma ilicifolium — Коконопряд падуболистный (1)
- Eudia pavonia — Сатурния малая (3)
- Sphinx ligustri — Бражник сиреневый (3)
- Smerinthus caecus — Бражник слепой (3)
- Proserpinus proserpina — Бражник прозерпина (1)
- Pygaera timon — Кисточница тимон (3)
- Peridea anceps — Хохлатка дубовая (3)
- Meganola strigula — Нола дубовая (1)
- Calliteara abietis — Шерстолапка еловая (3)
- Gynaephora selenitica — Шерстолапка лунчатая (1)
- Epicallia villica — Медведица деревенская (1)
- Hyphoraia aulica — Медведица придворная (1)
- Callimorpha dominula — Медведица-госпожа (3)
- Tyria jacobaea — Медведица крестовниковая (3)
- Spiris striata — Медведица полосатая жёлтая (2)
- Coscinia cribraria — Медведица полосатая белая (3)
- Pelosia muscerda — Пелозия серая (3)
- Lithosia quadra — Лишайница четырёхточечная (3)
- Catocala electa — Лента орденская ивовая (4)
- Catocala sponsa — Лента орденская малиновая (3)
- Catocala promissa — Лента орденская малая красная (3)
- Catocala pacta — Лента орденская краснобрюхая (3)
- Lamprotes c-aureum — Металловидка c-золотое (3)
- Plusidia cheiranthi — Металловидка светло-бурая (1)
- Syngrapha interrogationis — Металловидка черничная (1)
- Craniophora ligustri — Совка бирючинная (2)
- Panemeria tenebrata — Совка ясколковая (3)
- Ipimorpha contusa — Совка лиственная серо-бурая (1)
- Cosmia affinis — Совка вязовая буро-серая (2)
- Dicycla oo — Совка двойное о (3)
- Staurophora celsia — Совка роскошная (3)
- Capsula sparganii — Совка бледная тростниковая, или Совка бледная ежеголовниковая (3)
- Atypha pulmonaris — Совка медуницевая (3)
- Anarta myrtilli — Совка пёстрая вересковая (1)
- Hadena capsincola — Совка семенная обыкновенная (3)
- Hadena filograna — Совка филограна (1)
- Lycophotia porphyrea — Совка порфировая (1)
- Carcharodus alceae — Толстоголовка мальвовая, или Толстоголовка чёрно-белая (3)
- Carcharodus flocciferus — Толстоголовка опушённая (2)
- Pyrgus alveus — Толстоголовка белопятнистая, или Толстоголовка алвеус (3)
- Heteropterus morpheus — Толстоголовка морфей (3)
- Hesperia comma — Толстоголовка-запятая (3)
- Parnassius apollo — Аполлон (1)
- Driopa mnemosyne — Мнемозина, или Аполлон чёрный (2)
- Colias myrmidone — Желтушка ракитниковая (2)
- Colias palaeno — Желтушка торфяниковая (1)
- Fixsenia ilicis — Хвостатка падубовая (2)
- Fixsenia spini — Хвостатка терновая (1)
- Callophrys rubi — Малинница (3)
- Lycaena helle — Червонец гелла (1)
- Scolitantides orion — Голубянка орион (1)
- Phengaris alcon — Голубянка алкон (1)
- Phengaris arion — Голубянка арион (1)
- Phengaris nausithous — Голубянка навситой (1)
- Phengaris teleius — Голубянка телей (1)
- Plebeius argyrognomon — Голубянка аргирогномон (3)
- Plebeius idas — Голубянка идас (1)
- Agriades optilete — Голубянка торфяниковая (1)
- Polyommatus bellargus — Голубянка прекрасная (1)
- Polyommatus coridon — Голубянка коридон, или Голубянка серебристая (3)
- Polyommatus daphnis — Голубянка дафнис (3)
- Polyommatus eros — Голубянка эрос (1)
- Neptis sappho — Пеструшка сапфо (2)
- Euphydryas aurinia — Шашечница авриния (2)
- Euphydryas maturna — Шашечница большая, или Шашечница матурна (3)
- Melitaea cinxia — Шашечница цинксия (3)
- Melitaea diamina — Шашечница диамина (3)
- Melitaea didyma — Шашечница дидима, или Шашечница красная (3)
- Melitaea phoebe — Шашечница феба (3)
- Boloria aquilonaris — Перламутровка северная (1)
- Boloria eunomia — Перламутровка эвномия (1)
- Clossiana titania — Перламутровка титания (1)
- Brenthis daphne — Перламутровка дафна (3)
- Argynnis laodice — Перламутровка лаодика, или Перламутровка зеленоватая (1)
- Lasiommata maera — Краеглазка мэра (3)
- Lasiommata petropolitana — Краеглазка лесная (1)
- Erebia aethiops — Чернушка-эфиопка (3)
- Erebia ligea — Чернушка лигея (3)
- Minois dryas — Сатир дриада (4)
- Hipparchia semele — Сатир семела (1)
- Caenolyda reticulata — Ценолида сетчатая (4)
- Orussus abietinus — Оруссус еловый, или Оруссус паразитический (4)
- Bombus muscorum — Шмель моховой (4)
- Bombus cullumanus serrisquama — Шмель пластинчатозубый (4)
- Xylocopa valga  — Пчела-плотник (2)
- Lithurgus cornutus — Литург рогатый (4)
- Parnopes grandior  — Парнопес крупный (1)
- Bembix rostrata — Бембекс носатый (4)
- Scolia hirta — Сколия степная, или Сколия лохматая (4)

- Eudontomyzon mariae — Минога украинская (5)
- Barbus barbus borysthenicus — Усач днепровский, или Усач Мирон (1)
- Alburnoides bipunctatus rossicus — Быстрянка русская (5)
- Pelecus cultratus — Чехонь (2)
- Cottus gobio — Подкаменщик обыкновенный (5)
- Gymnocephalus acerinus — Ёрш донской (1)

- Bombina bombina — Жерлянка краснобрюхая (4)
- Pelophylax esculentus — Лягушка съедобная (4)
- Coronella austriaca — Медянка обыкновенная (1)
- Vipera berus — Гадюка обыкновенная (4)

- Gavia arctica arctica — Гагара чернозобая европейская (3)
- Podiceps ruficollis  — Поганка малая (1)
- Podiceps auritus — Поганка красношейная (3)
- Podiceps nigricollis  — Поганка черношейная (1)
- Ixobrychus minutus — Волчок, или Выпь малая (3)
- Egretta alba — Цапля белая большая (3)
- Ciconia ciconia — Аист белый (3)
- Ciconia nigra — Аист чёрный (3)
- Plegadis falcinellus — Каравайка (3)
- Rufibrenta ruficollis — Казарка краснозобая (3)
- Anser anser — Гусь серый (3)
- Anser erythropus — Пискулька (3)
- Cygnus olor — Лебедь-шипун (3)
- Anas strepera — Утка серая (3)
- Anas acuta — Шилохвость (3)
- Anas clypeata — Широконоска (3)
- Aythya nyroca — Нырок белоглазый (3)
- Pandion haliaetus — Скопа (3)
- Circus cyaneus — Лунь полевой (3)
- Circus macrourus  — Лунь степной (4)
- Circaetus gallicus — Змееяд (1)
- Hieraaetus pennatus — Орел-карлик (3)
- Aquila clanga — Подорлик большой (1)
- Aquila pomarina — Подорлик малый (3)
- Aquila heliaca — Могильник (4)
- Aquila chrysaetos — Беркут (3)
- Haliaeetus albicilla — Орлан-белохвост (3)
- Falco peregrinus — Сапсан (3)
- Falco vespertinus — Кобчик (4)
- Lagopus lagopus rossicus — Куропатка белая среднерусская (0)
- Tetrax tetrax — Стрепет (3)
- Grus grus — Журавль серый (3)
- Rallus aquaticus — Пастушок водяной (3)
- Porzana parva — Погоныш малый (3)
- Recurvirostra avosetta — Шилоклювка (3)
- Haematopus ostralegus longipes — Кулик-сорока материковый (3)
- Tringa nebularia — Улит большой (4)
- Tringa totanus — Травник (3)
- Tringa stagnatilis — Поручейник (3)
- Gallinago media — Дупель (3)
- Numenius arquata — Кроншнеп большой (2)
- Limosa limosa — Веретенник большой (3)
- Larus ichthyaetus  — Хохотун черноголовый (3)
- Larus fuscus — Клуша (3)
- Larus minutus  — Чайка малая (3)
- Chlidonias hybrida  — Крачка белощекая (1)
- Hydroprogne caspia  — Чеграва (3)
- Sterna hirundo — Крачка речная (3)
- Sterna albifrons  — Крачка малая (1)
- Columba oenas — Клинтух (2)
- Streptopelia decaocto — Горлица кольчатая (1)
- Streptopelia turtur — Горлица обыкновенная (3)
- Bubo bubo — Филин (1)
- Asio flammeus — Сова болотная (3)
- Otus scops — Сплюшка (1)
- Aegolius funereus — Сыч мохноногий (3)
- Athene noctua — Сыч домовый (1)
- Strix uralensis  — Неясыть длиннохвостая (3)
- Strix nebulosa — Неясыть бородатая (1)
- Coracias garrulus — Сизоворонка обыкновенная (1)
- Merops apiaster — Щурка золотистая (3)
- Upupa epops — Удод (3)
- Dendrocopos medius medius — Дятел европейский средний (3)
- Picoides tridactylus — Дятел трёхпалый (3)
- Lullula arborea — Жаворонок лесной (3)
- Lanius minor  — Сорокопут чернолобый (1)
- Lanius excubitor excubitor — Сорокопут серый обыкновенный (3)
- Locustella luscinioides — Сверчок соловьиный (3)
- Acrocephalus paludicola — Камышевка вертлявая (0)
- Acrocephalus scirpaceus — Камышевка тростниковая (4)
- Acrocephalus arundinaceus — Камышевка дроздовидная (3)
- Sylvia nisoria — Славка ястребиная (3)
- Remiz pendulinus — Ремез обыкновенный (3)
- Parus palustris — Гаичка черноголовая (3)
- Parus cristatus — Синица хохлатая (3)
- Emberiza calandra — Просянка (3)
- Emberiza hortulana — Овсянка садовая (1)
- Emberiza rustica — Овсянка-ремез (3)
- Emberiza aureola  — Дубровник (1)

- Desmana moschata — Выхухоль русская (1)
- Sorex minutissimus — Бурозубка крошечная (4)
- Sorex isodon — Бурозубка равнозубая (4)
- Neomys anomalus — Кутора малая (4)
- Nyctalus lasiopterus — Вечерница гигантская (1)
- Nyctalus leisleri — Вечерница малая (4)
- Vespertilio murinus — Кожан двухцветный (4)
- Pipistrellus nathusii — Нетопырь Натузиуса (4)
- Myotis dasycneme — Ночница прудовая (4)
- Glis glis — Соня-полчок (3)
- Eliomys quercinus — Соня садовая (4)
- Microtus agrestis — Полёвка пашенная, или Полёвка тёмная (4)
- Microtus subterraneus — Полёвка подземная (3)
- Ursus arctos — Медведь бурый (1)
- Martes foina — Куница каменная (3)
- Mustela lutreola — Норка европейская (2)
- Lutra lutra — Выдра речная (3)
- Lynx lynx — Рысь обыкновенная (1)
- Bison bonasus — Зубр (1)